# 有智子内親王
有智子内親王（うちこないしんのう）は、第52代嵯峨天皇の第8皇女 。ただし、実際の出生順では第1皇女であった可能性が高い。母は交野女王。漢詩人。初代賀茂斎院。

## 生涯
大同4年（809年）、父の嵯峨天皇が即位。弘仁元年（810年）、4歳で賀茂斎院に卜定される。同9年、斎院司開設。同14年（823年）2月、三品に叙され封100戸を賜る。同年4月、嵯峨天皇が譲位する。天長8年12月8日（832年1月14日）、病により退下。同10年（833年）、二品に昇叙。承和14年（847年）薨去。享年41。
有智子内親王は弘仁元年（810年）の薬子の変をきっかけに、初代賀茂斎院に定められたと言われる。嵯峨天皇の皇子女の中でも豊かな文才に恵まれた皇女で、弘仁14年（823年）嵯峨天皇が斎院へ行幸した際に優れた漢詩をものしたことから、感嘆した天皇は内親王を三品に叙したという。その詩作は『経国集』などに合計10首が遺されており、日本史上数少ない女性漢詩人の一人である。
陵墓は京都府京都市右京区嵯峨小倉山緋明神町、落柿舎の隣。

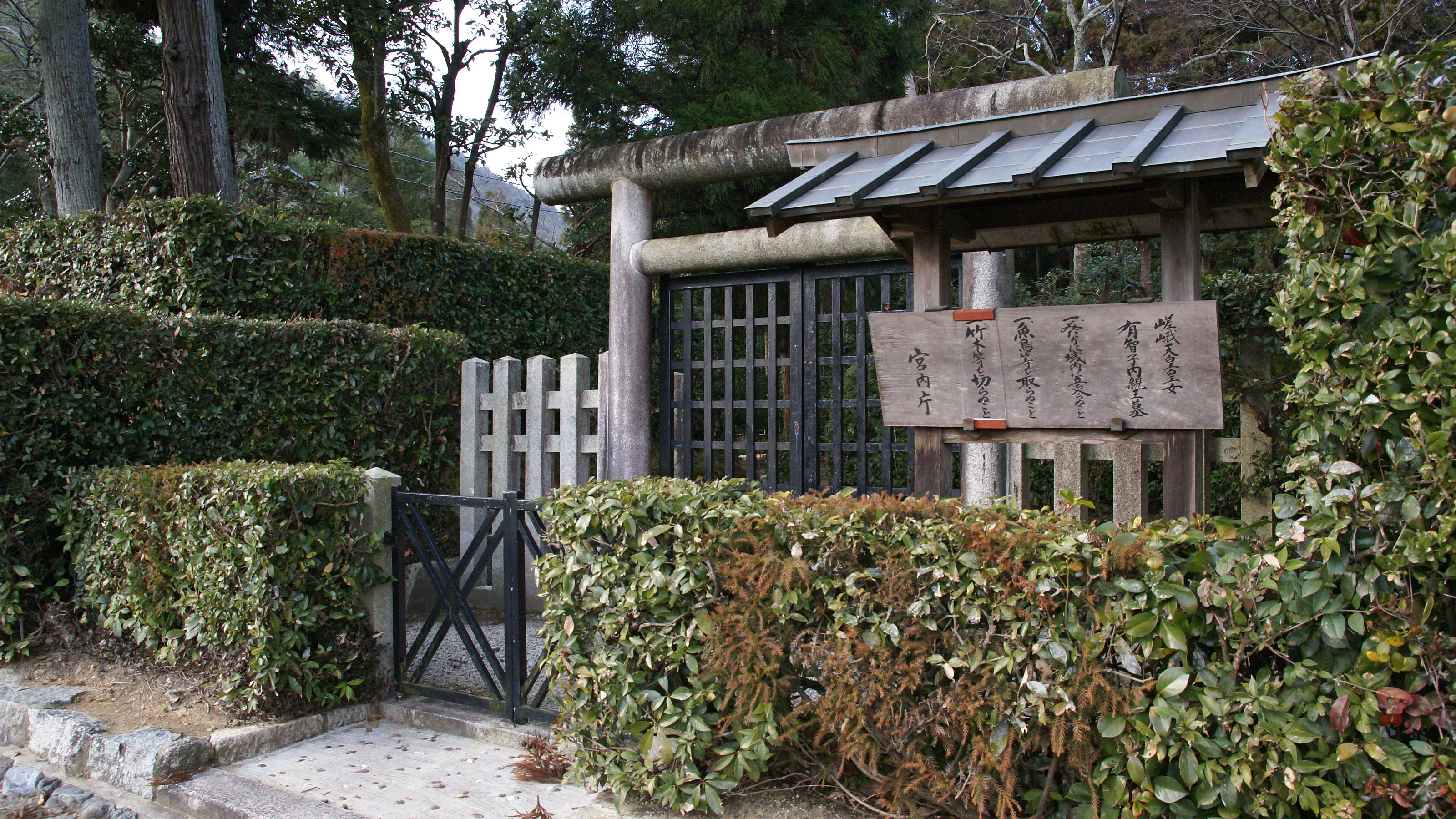
有智子内親王墓（嵯峨野）